# 嘩啦嘩啦

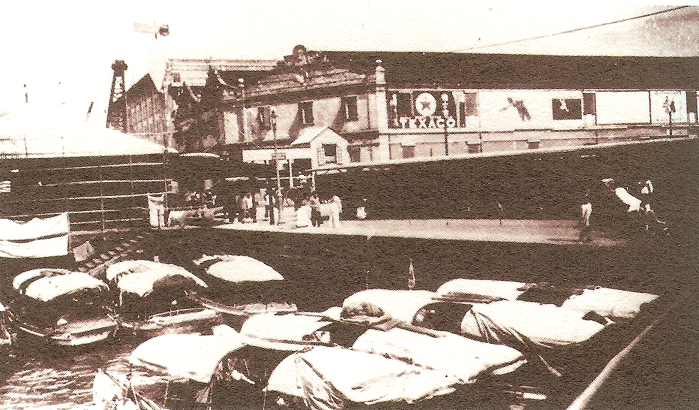
1920年代的嘩啦嘩啦

嘩啦嘩啦（英文：Walla-Walla）是香港一種以引擎發動的電船，曾成為橫渡維多利亞港來往香港島與九龍半島的主要海上交通。亦被稱為電船仔或水上的士。

## 簡要
由於嘩啦嘩啦的發動機運轉及推進器拍打水面時會發出「嘩啦嘩啦」的聲響，因此早年電船便被本地人以「嘩啦嘩啦」稱呼，外國人則叫作「Walla-Walla」。嘩啦嘩啦的船身主要以木材製造，引擎在船倉，乘客坐在甲板上的座位。嘩啦嘩啦的馬力不高，發動機的馬力只有數十匹。當時經營嘩啦嘩啦的公司，都會在維多利亞港兩岸的公眾碼頭搭建電船亭，以便用來招客。以前在卜公碼頭和九龍公眾碼頭等地，都搭建有這類電船亭，後來更發展出電話預約。

## 早期
早於1870年代，由於香港島與九龍半島被維多利亞港所隔，當時已有一些小艇接載居民往來兩岸。1875年，油麻地已有火船仔來往香港島，1880年代更有火船公司成立，可視為嘩啦嘩啦的前身。
20世紀初，電船開始取代火船，並開始普及起來。隨著1914年的共和電船有限公司成立，以及1920年的民力電船有限公司，嘩啦嘩啦成為維多利亞港內的主要海上交通服務。隨著油麻地小輪及天星小輪先後在1923年及1933年取得渡輪專營權，嘩啦嘩啦的服務轉為輔助角色，但因為兩家渡輪公司的服務時間不包括深夜，所以市民在深夜如要渡海，仍要乘坐嘩啦嘩啦。
值得一提的是，乘搭嘩啦嘩啦期間如果遇上惡劣天氣，該船費將會以雙倍價錢收取。

## 全盛時期
嘩啦嘩啦在1950年代至1960年代最為盛行。嘩啦嘩啦在早上和傍晚的繁忙時間集中提供渡海服務，日間其餘時間，也為停泊在海中心的遠洋船隻接載船員及乘客。在1972年海底隧道通車前，市民如要在渡輪停止服務的凌晨01:30至06:30之間橫渡維港，便需要乘搭嘩啦嘩啦。因為清晨的渡輪服務，並不配合九廣鐵路在上午6時半開往新界的首班火車，所以很多要趕到新界上班，但住在香港島的居民，都會在清早乘搭嘩啦嘩到尖沙咀火車站趕火車。
由於當時香港大多數報館都設於香港島，因此在每朝早印好的報紙，都需要使用嘩啦嘩啦由中環卜公碼頭運送到尖沙咀，再分送到九龍及新界的各區，所以嘩啦嘩啦亦為新聞和報業作出貢獻。在高峰期來往港九的嘩啦嘩啦有超過200艘。

## 式微
海底隧道在1972年通車，多條過海隧道巴士路線投入服務，市民使用海上交通橫渡維多利亞港的需求大幅下降，嘩啦嘩啦於深宵時段渡海的作用，不久也被過海隧道巴士N121線及過海隧道巴士N122線的通宵巴士路線取代。1980年，地鐵荃灣線過海段通車後，海上交通在橫渡維多利亞港的客運角色已被巴士和鐵路取代，嘩啦嘩啦的服務遂走向式微，但這類小電船仍可見於香港仔與鴨脷洲的街渡服務。